# دهستان تاررود
دهستان تاررود نام دهستانی واقع در بخش مرکزیشهرستان دماوند، استان تهران ایران است.
مرکز این دهستان، روستای مراء نام دارد.

## جمعیت
براساس سرشماری مرکز آمار ایران در سال ۱۳۸۵، جمعیت آن ۵۶۶۱ نفر (۱۵۸۶ خانوار) بوده‌است.
این دهستان شامل ۲۰ روستا می‌باشد. مشهورترین روستاهای این دهستان عبارتند از مراء، خرم‌ده (آخورودین)، کاجون، تمیسان، اوزون دره، حسین‌آباد، پاجوزدرختک، ورجه، اسلام آباد و ... است.

### زبان
مردم این دهستان از قومیت طبری هستند و به زبان طبری دماوندی که گویشی از زبان مازندرانی می‌باشد صحبت می‌کنند.